# Hôtel Président de Yamoussoukro
L'hôtel Président de Yamoussoukro est un hôtel 5 étoiles situé dans la capitale administrative de la Côte d'Ivoire, en Afrique de l'Ouest. Il est bâti dans un parc fleuri de 25 hectares, à 1 km du centre ville et à 14 km de l’aéroport.

## Architecture
L'hôtel consiste en un bâtiment classique (construit en 1973) accolé d'une tour (édifiée en 1980) surmontée d'un restaurant panoramique. L'auteur en est Olivier-Clément Cacoub, dit « l'architecte du Vieux » (surnom affectueux du président de l'époque, Félix Houphouët-Boigny). Le hall d'entrée, avec ses hauts piliers de marbre et ses lustres, n'est pas sans évoquer, mais en plus petit, celui de la Fondation pour la paix du même architecte. 
« Il émane du Président – comme de beaucoup de bâtiments érigés après l'indépendance – une sorte de charme suranné, figé dans une temporalité qui semble s'être arrêtée au tape-à-l'œil des années 1970 ».

## Historique
L'hôtel fait partie des édifices de prestige, monumentaux ou futuristes, construits par l'ancien président dans son village natal, devenu en 1983 capitale politique du pays, au même titre que l'Institut national polytechnique, l'aéroport international et la basilique Notre-Dame-de-la-Paix. Du temps d'Houphouët-Boigny, l'établissement, propriété de l'État, était tenu d'ouvrir ses portes pour accueillir les nombreuses rencontres organisées par l'administration ivoirienne.

## Descriptif
Avec ses 285 chambres et une capacité d'accueil interne de 800 personnes, son restaurant panoramique à son sommet, sa  galerie marchande, son cinéma, son solarium et sa discothèque, l'hôtel domine toute la région et bénéficie d'un statut semi-officiel puisqu'il sert à l'hébergement de nombreuses personnalités en visite. Il comporte également deux courts de tennis et un golf international de 18 trous. Près de cet hôtel a été édifiée une salle des congrès disposant d'une capacité de 1 500 places.

## Gestion
Une société d'État créée en 2008, la Sodertour-lacs (société de développement touristique de la région des lacs) est gestionnaire du complexe hôtelier.
Un programme de rénovation de l'hôtel (machinerie, chambres) est en cours depuis 2012.